# アントニオ・コッラディーニ
アントニオ・コッラディーニ（伊: Antonio Corradini、1688年10月19日 – 1752年8月12日）は、イタリアのロココ期の彫刻家。ヴェネツィア出身。ヴェールを纏いながらも中の体の輪郭が識別できる、幻想的な人物像で知られる。

## 生涯と作品

### 幼少期
コッラディーニは、帆船の荷造り人であるジェロラモ・コッラディーニと妻バーバラの息子として、ヴェネツィアのSS教区で生まれた。この頃の彼の記録は殆ど無いが、彫刻家のアントニオ・タルシア（1663年 - 1739年頃）に弟子入りし、14歳か15歳から約4年か5年間にわたり働き、後にタルシアの義理の息子になった。

### 初期のキャリア
コッラディーニは、1709年頃に彫刻家としての地位を確立したとされる。その年、彼はヴェネツィアのサン・スタエ教会のファサードの仕事に参加。1713年までに自分の工房を設立し、ザダルのサンドナート教会の『聖アナスタシア像』に取り組んだ。

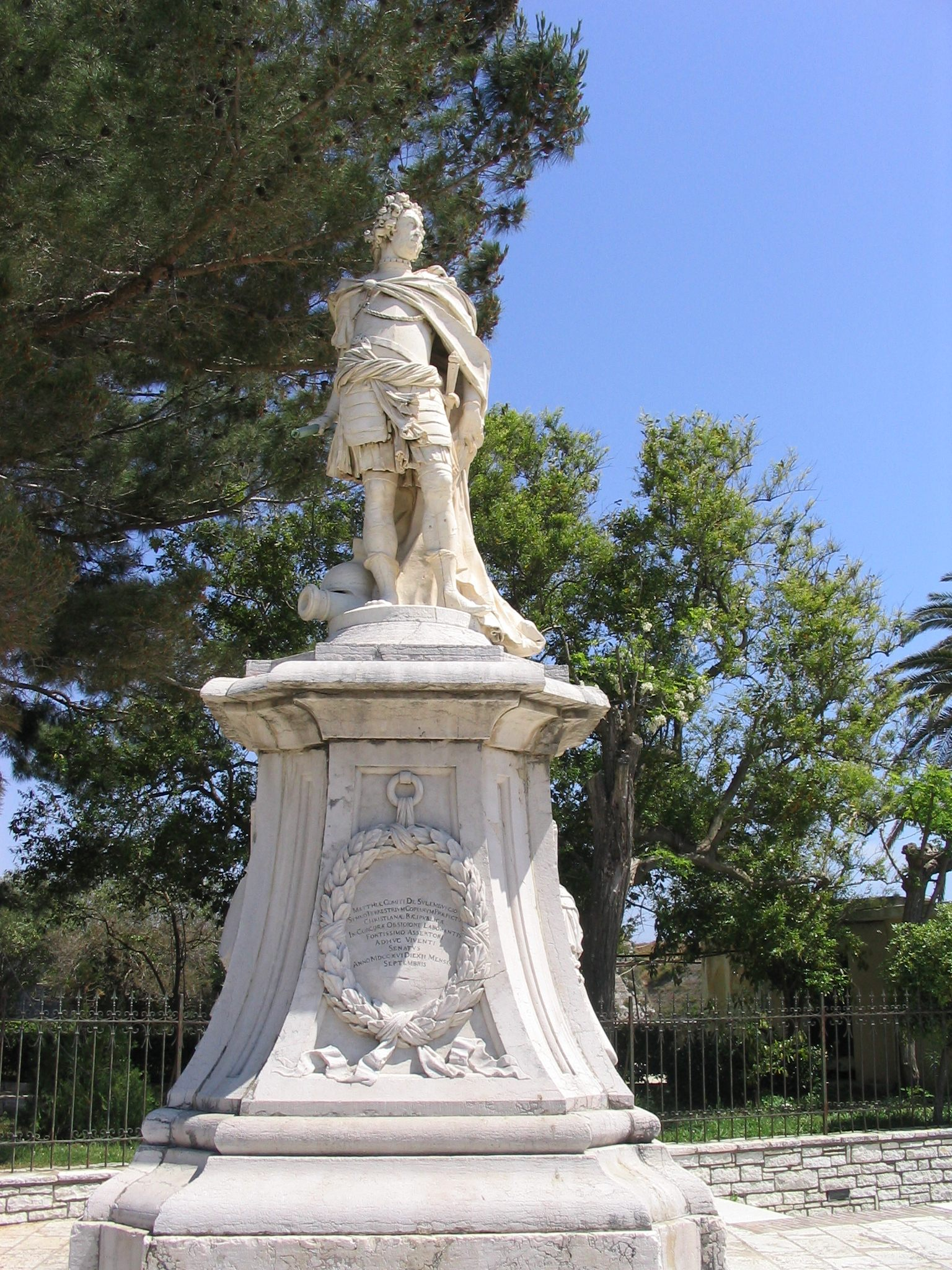
ケルキラ島にあるヨハン・マティアス・フォン・デア・シュレンブルクの像

その後、数年間は常連客から依頼を受けた仕事をこなし、1716年から1717年にかけて、彼はサンクトペテルブルクにあるロシアのピョートル大帝のため、18の胸像と2つの彫像を完成させた。また、この時に『ヴェールを被った女性像』も制作。人体が薄いヴェールで覆われ、肉体の輪郭と表情が識別できるような彫刻作品をキャリアを通して制作していくこととなる。
1710年代半ば以降、コッラディーニはイタリアで数々の賞を受賞。彼はウーディネの大聖堂（1716年）のために2つの彫像を完成させ、さらにサン・ジャコモ教会のために2つの彫像を完成させました。エステ大聖堂の『祝福された聖餐の祭壇』は1722年から1725年の作品である。1724年から1728年までは、ヴェネツィアでドゥカーレ宮殿の階段と彫刻、サン・マルコ広場時計塔のファサードの修復に取り組んだ。彼の蝋人形がシニョリーアによって選ばれた後、1719年から1729年の間にコッラディーニはブチントロの再建を監督し、そのためにいくつかの木彫りを制作した。

### ウィーン・ローマ時代
1729年頃、コッラディーニはオーストリア帝国ハプスブルク家の首都ウィーンに移り、1733年に宮廷彫刻家に任命される。そのため、彼は1740年代初頭までそこに拠点を置き、多くの作品を完成させた。

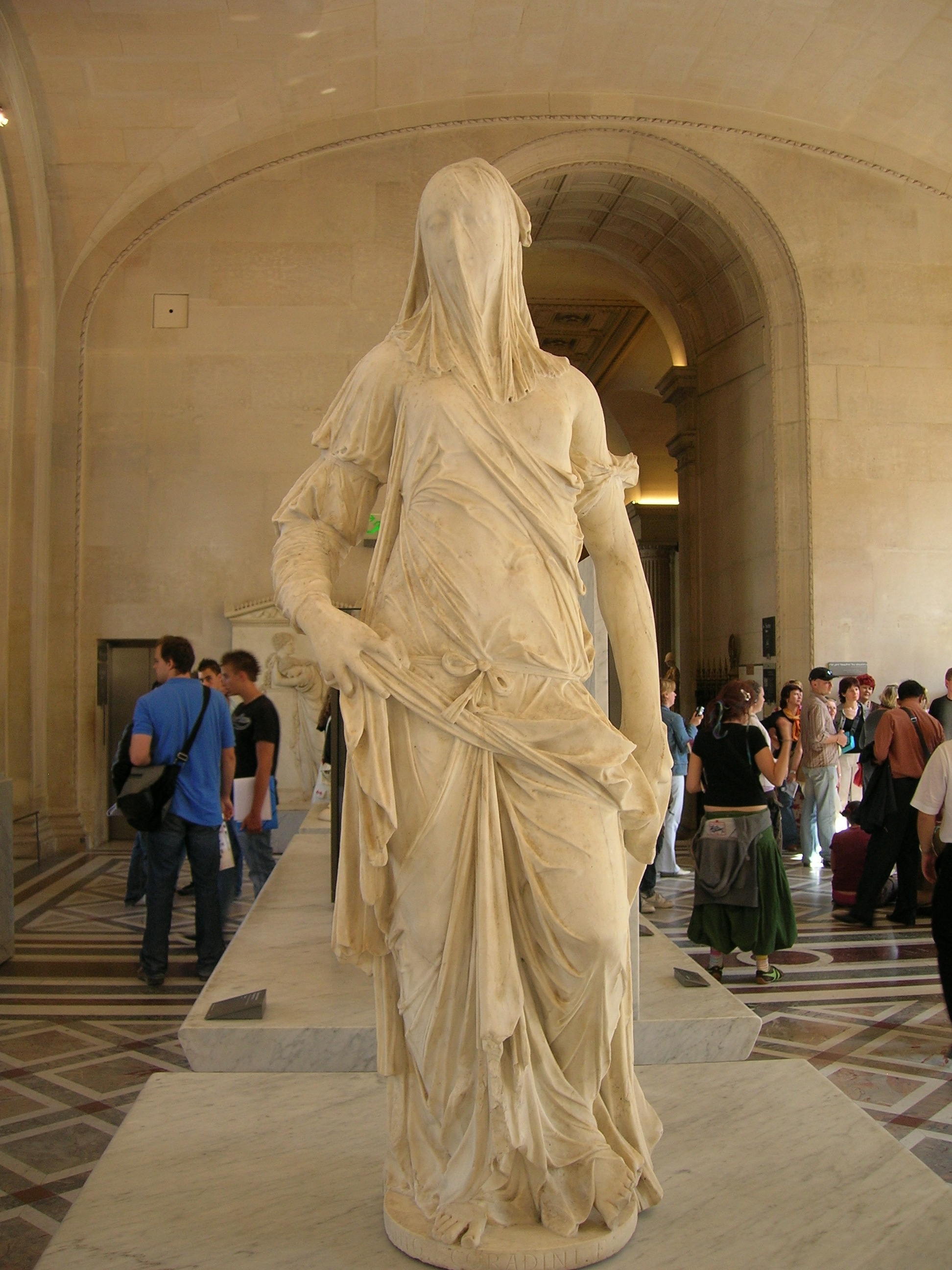
ヴェールの女性（ルーヴル美術館所蔵）

1740年、皇帝カール6世が死去。翌年のカール6世夫人の死、および1742年のヨハン・ベルンハルト・フィッシャー・フォン・エルラッハの死によりゲオルク・ラファエル・ドナーが台頭したことで、コッラディーニは危機の時期に入った。1740年に彼はローマを訪れ、1742年後半のヴェネツィア滞在を経て、ローマに移った。

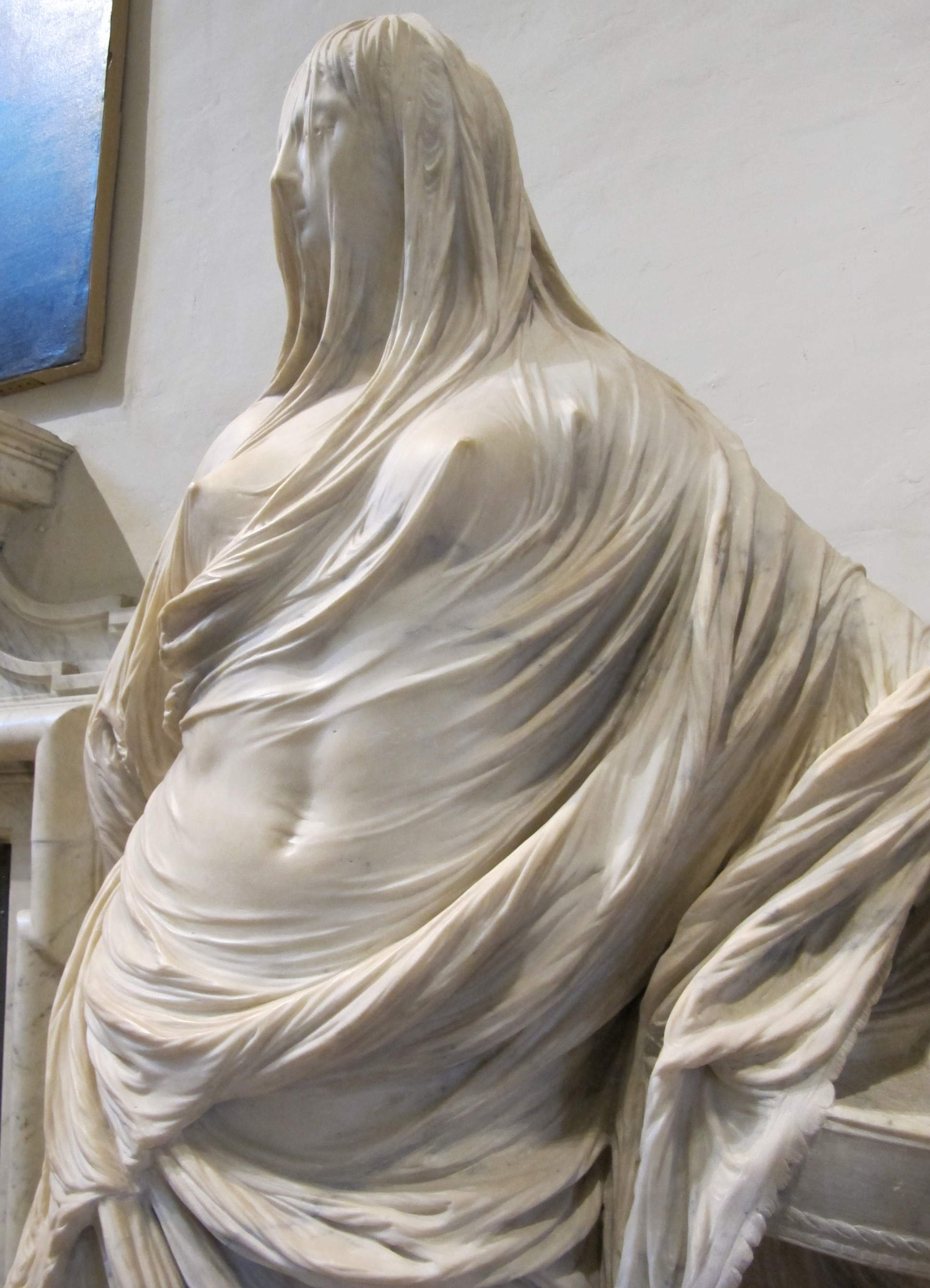
パラッツォ・バルベリーニにあるラベラタ（1743年）

ローマで彼は、ウェスタの処女をモチーフとした『ヴェールに包まれた女性像／ラベラタ』の制作に専念。1743年に後援者からの委託なしで完成させた。像はコッラディーニのスタジオに展示され賛否両論を得ており、ローマ教皇ベネディクトゥス14世も訪れたという。像は展示後、現在に至るまでパラッツォ・バルベリーニで保管されている。
その他、彼はサンピエトロ大聖堂のドームの修復に関与し、ドームのふもとに配置することが提案された巨大な彫像の8つのモデルを設計。それをより抵抗力のあるものにした。彼はまた、教皇ベネディクトゥス14世の胸像やいくつかのマイナーな作品を彫刻した。

### ナポリ時代
1744年、コッラディーニはナポリに移り、サンセヴェーロ7世の王子ライモンド・ディサングロの要請により、サンセヴェーロ礼拝堂の彫刻の改修を監督。礼拝堂でのコッラディーニの作品は、彫像、台座、祭壇の正面、円形および浅浮き彫りの非常に複雑で複雑な装飾であり、そのために彼は粘土で36個のボゼッティを準備した。

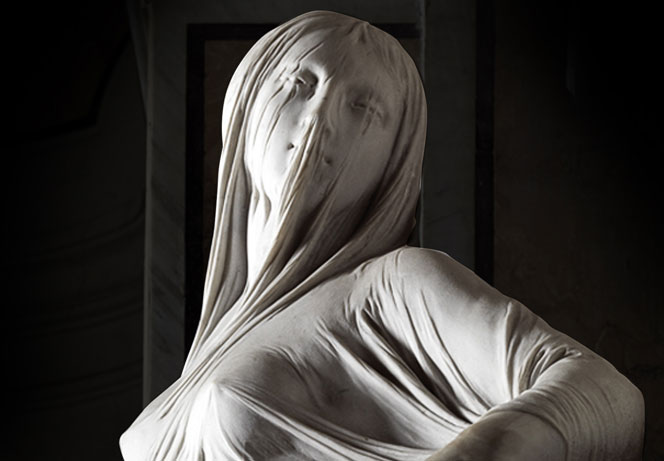
『ヴェールに包まれた謙譲』細部

1752年、若くして亡くなったディサングロの母に捧げられた『ヴェールに包まれた謙譲』を完成させた。この作品は、彼が長年手掛けた「ベールに包まれた女性像」シリーズ末期のもので、彼が芸術的キャリアの過程で開発し、完成させた遺作となる。特に、女性の肉体の上に優雅に纏う本物さながらなヴェールの彫刻部分は、官能と神聖な神秘感の間で絶妙的なバランスがとられている。また、女性のしなやかさが凝縮された幻想的な空間美を築いており、彼が習得した大理石彫刻の細やかな技術を見ることができる。
1752年8月12日、コッラディーニはナポリで急逝した。彼は同日、サンタ・マリア・デッラ・ヴィットーリア教会に埋葬された。サンセヴェーロ礼拝堂での作業が未完成だったため、フランチェスコ・クエイロロが残りの作業を監督した。また、未完となった『ヴェールに包まれたキリスト像』の製作は、ジュゼッペ・サンマルティーノに引き継がれた。